# Ruffin Pleasant
Ruffin Golson Pleasant  (* 2. Juni 1871 im Union Parish, Louisiana; † 12. September 1937 in Shreveport, Louisiana) war ein US-amerikanischer Politiker (Demokratische Partei) und von 1916 bis 1920 Gouverneur des Bundesstaates Louisiana.

## Frühe Jahre
Ruffin Pleasant besuchte das Ruston College, das Mount Lebanon College und dann bis 1894 die Louisiana State University. Er beendete seine Studienzeit mit einem Jurastudium an der Yale University und anschließend an der Harvard University. Im Jahr 1899 wurde er als Rechtsanwalt zugelassen. Während des Spanisch-Amerikanischen Krieges von 1898 war er Oberstleutnant in einem Infanterie-Regiment aus Louisiana.

## Politischer Aufstieg und Gouverneur
Von 1902 bis 1908 fungierte Pleasant als Anwalt der Stadt Shreveport. Zwischen 1911 und 1912 war er stellvertretender Justizminister von Louisiana und ab 1912 bis 1916 war er selbst der Justizminister (Attorney General) seines Staates. Am 18. April 1916 wurde er als Kandidat seiner Partei zum neuen Gouverneur gewählt. Ruffin Pleasant trat sein neues Amt am 15. Mai 1916 an. Seine Amtszeit war von der Ereignissen des Ersten Weltkrieges überschattet, zu dem auch Louisiana seinen Beitrag leisten musste. Der Staat stellte Geld und Soldaten zur Verfügung. Die Industrieproduktion wurde zunächst auf den Rüstungsbedarf umgestellt und nach dem Ende des Kriegs im Jahr 1919 wieder auf den Normalbedarf zurückgefahren.

## Weiterer Lebenslauf
Am Ende seiner Amtszeit durfte Pleasant aus verfassungsrechtlichen Gründen nicht direkt wieder kandidieren. Daher schied er am 17. Mai 1920 aus seinem Amt aus. Im Jahr 1921 war er Delegierter auf einem Kongress zur Überarbeitung der Staatsverfassung von Louisiana. Pleasant war auch Delegierter zur Democratic National Convention des Jahres 1924 in New York. Dieses Mandat hatte er im Jahr 1916 schon einmal ausgeübt. Ruffin Pleasant starb im September 1937. Er war mit Ann Ector verheiratet.